# Вплив війни на дітей
Вплив війни на дітей у всьому світі досяг одного з найвищих рівнів у 2024 році — кількість дітей у зонах збройних конфліктів становить понад 473 мільйони. Ці діти стикаються з фізичними та психічними травмами внаслідок воєнних дій.
«Збройний конфлікт» визначається відповідно до Міжнародного гуманітарного права як: 1) міжнародні збройні конфлікти, що відбуваються між двома або більше державами, 2) внутрішні збройні конфлікти між урядовими силами та неурядовими збройними групами або лише між такими групами. Діти стають жертвами збройних конфліктів — часто зазнають поранень, каліцтв або загибелі внаслідок бойових дій. Вони можуть страждати від нестачі їжі, чистої води, медичної допомоги, що призводить до виснаження, хвороб і смерті. Війна викликає у дітей сильний стрес, страх, тривогу, депресію, посттравматичний стресовий розлад (ПТСР). Через війни часто унеможливлюється або погіршується регулярне навчання. Війна також розлучає дітей із сім'ями, змушує ставати сиротами або біженцями. Діти, які пережили війну, часто стикаються з дискримінацією у суспільстві, особливо якщо мають поранення, інвалідність або перебували в таборах ворогів. Крім того, у воєнних умовах зростає ризик насильства, сексуальної експлуатації, рабства і торгівлі дітьми. Ситуація для жінок і дівчаток є особливо тривожною через численні повідомлення про зґвалтування та сексуальне насильство; діти з інвалідністю також нерідко зазнають непропорційно великої кількості насильства та порушень їхніх прав.
Діти у зонах війни також можуть бути виконавцями насильства, ставши дітьми-солдатами. За оцінками, у світі налічується близько 300 000 дітей-солдатів.

## Рекрутинг та використання дітей у конфліктах
У різні епохи діти виконували в арміях різні ролі: як допоміжні, так і бойові.
У Стародавніх Греції та Римі хлопці з молодшого віку залучалися до військового навчання. У Спарті військове виховання хлопчиків починалося приблизно з 7–9 років, що було частиною системи агоге, хоча прямої участі у битвах вони зазвичай не брали. У Римській імперії юнаки були помічниками в армії — допомагали переносити обладунки чи боєприпаси, але бойовий вік, як правило, починався з підліткового періоду. У середньовіччі хлопці 12–14 років ставали пажами та есквайрами — помічниками лицарів, що супроводжували на полі бою та виконували допоміжні функції. Іноді молоді воїни брали участь у боях у ролі резерву або легкової піхоти.

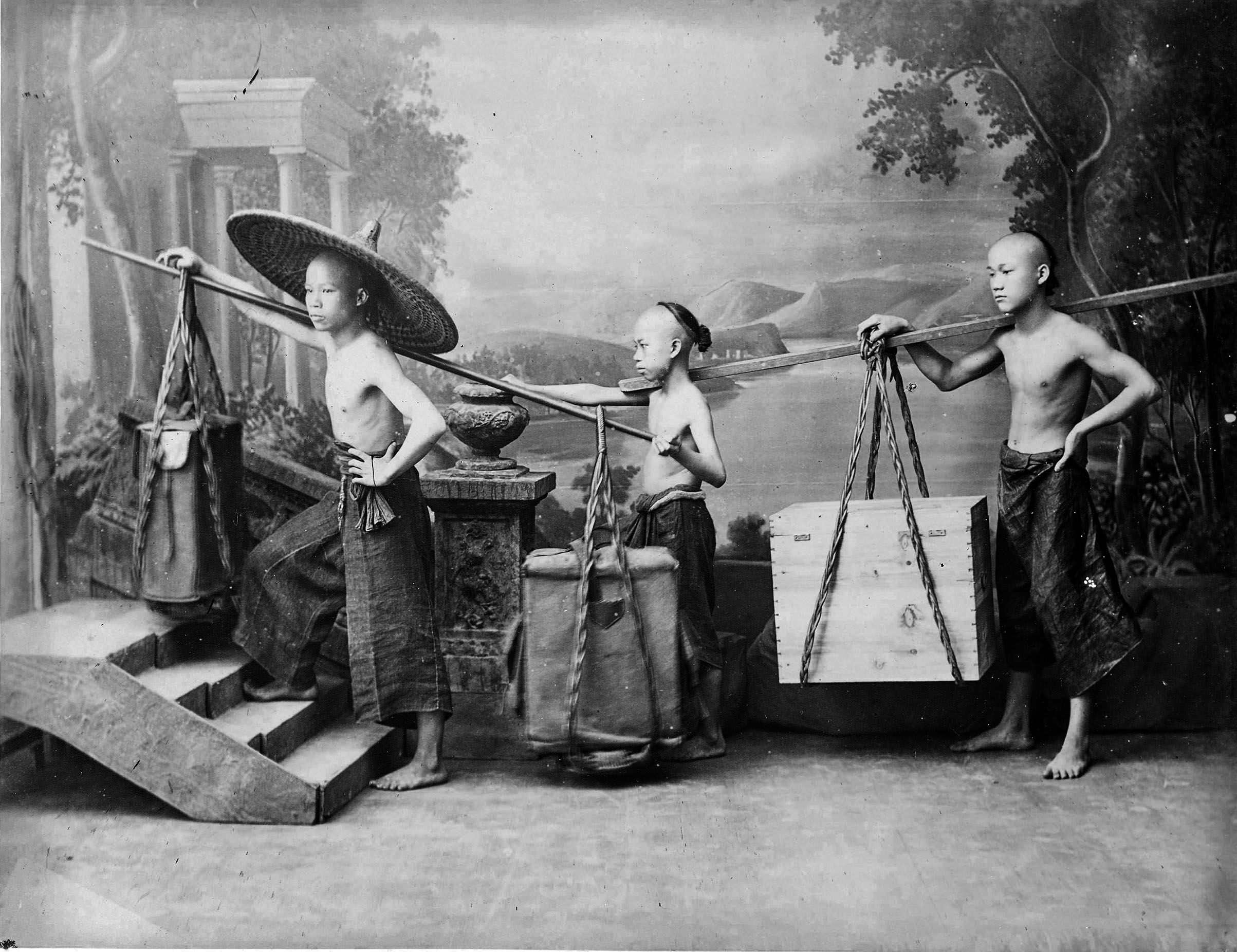
Хлопчики-пажі в Китаї, кінець XIX століття.

Під час Наполеонівських війн хлопці служили носіями боєприпасів («powder monkeys») та барабанщиками, які підтримували дисципліну й передавали накази. А під час американської революції та Громадянської війни у США хлопці віком від 9 до 15 років виконували ролі барабанщиків, єгерів, а іноді навіть брали участь у бойових діях. Подекуди діти намагалися вступити до війська, підробляючи свій вік. Під час Першої та Другої світових воєн тисячі підлітків, іноді навіть молодших за 15 років, воювали на фронтах різних країн. Деякі з них подавали неправдиву інформацію про вік, щоб бути прийнятими до армії. У Третьому Рейху діяла організація «Гітлер'югенд», яка залучала хлопців із 10–12 років до військової підготовки, а в наприкінці війни деякі молоді члени цієї організації брали участь у бойових діях.
У багатьох сучасних конфліктах, зокрема у В'єтнамі, Афганістані, а також у численних громадянських війнах Африки (Сьєрра-Леоне, Ліберія, Уганда, Демократична Республіка Конго), дітей часто насильницьким чином вербують або залучають до бойових груп. Відомі випадки використання дітей-солдатів із 8–9 років, які виконували ролі розвідників, кур'єрів, бойових стрільців або носіїв вибухівки. Такі групи, як «Small Boys Unit» у Сьєрра-Леоне або «Армія опору Господа» в Уганді, широко відомі через масові порушення прав дітей. У сучасних збройних конфліктах на Близькому Сході, включно з Сирією, Іраком і Палестиною, діти залучаються до бойових дій як піхотинці, снайпери, кур'єри, а також використовуються як смертники.